# Beaulieu-en-Argonne
Pour les articles homonymes, voir Beaulieu et Argonne.
Beaulieu-en-Argonne est une commune française située dans le département de la Meuse, en région Grand Est.
Elle est la seule commune classée 4 fleurs au label Villes et Villages fleuris de la Meuse et est considérée comme l'un des plus beaux villages du département. Exposant un patrimoine remarquable architectural et environnemental, Beaulieu-en-Argonne se soumet à une mise en valeur dans la perspective d'obtenir le label Les Plus Beaux Villages de France.

## Géographie

### Localisation
Beaulieu-en-Argonne est un village meusien situé à 35 kilomètres de Bar-le-Duc et de Verdun. Il se situe sur un promontoire et permet d'avoir une vue sur la Meuse et la forêt argonnaise.
Il bénéficié d’un climat tempéré à influence océanique favorisant le houx en forêt.

#### Communes limitrophes

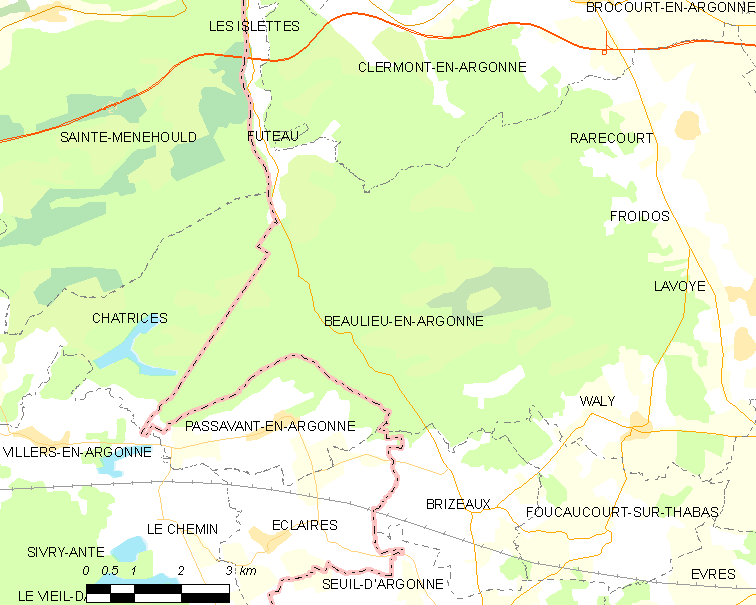
Carte de la commune.
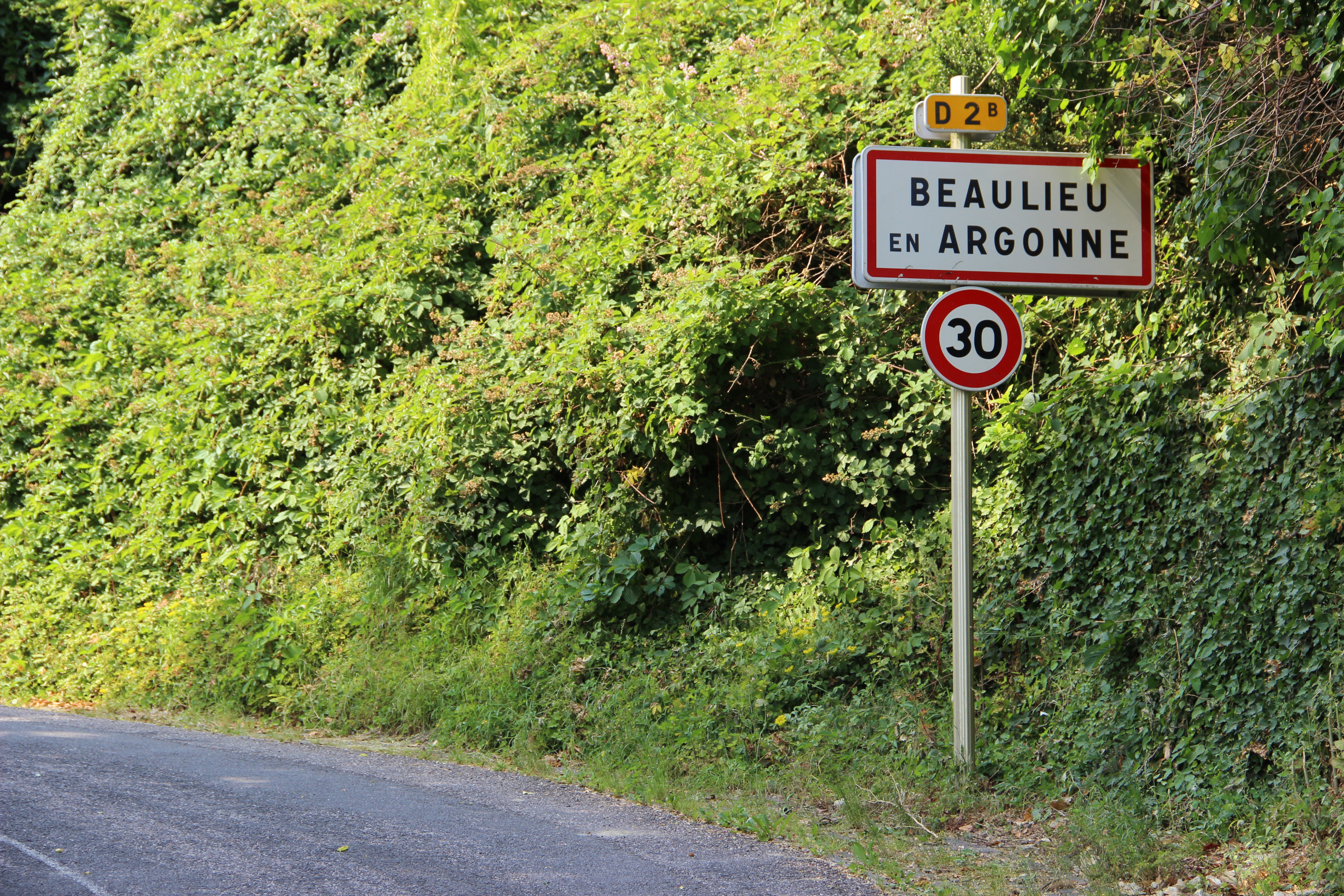
Entrée de Beaulieu-en-Argonne.

### Géologie et relief

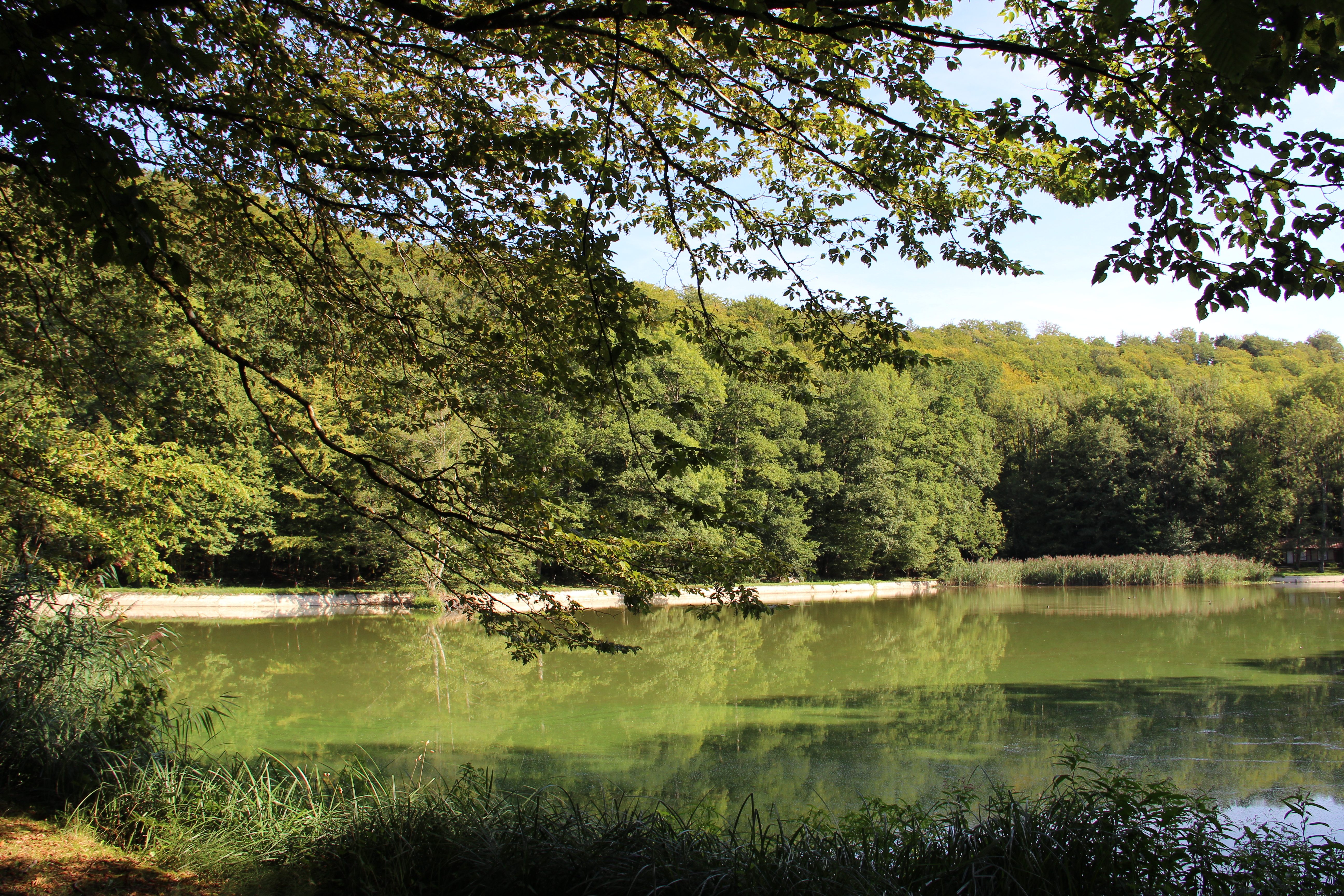
Étang du Moulin.

La commune a la présence de gaize assez gélive et de roche rare. Le sol sur le territoire dispose d'un pH acide qui est avantageux pour la prolifération de la forêt, myrtilles, néfliers, callunes et fougères aigles. Une épaisseur de 15 à 40 cm de couche de terre humifère ou limoneuse est au-dessous de la gaize.
Des étangs ont été occasionnés lors du XIIe siècle par les moines qui ont barré des ruisseaux formés par une eau de pluie coulant sur la gaize et arrêtée par une couche d'argile.
L'altitude moyenne de Beaulieu-en-Argonne est de 224 mètres environ, celle de la mairie 276 m.

### Sites classés
- Site classé (1928) : les rochers du saut du boulanger est une parcelle comprenant un mur naturel de 700 mètres de longueur pour 60 mètres de hauteur. Il fut endommagé par la tempête de 1999 et offre un panorama admirable[4].
- Site classé (1928) : la terrasse de Beaulieu est limitée sur un de ses versants par un mur d'une épaisseur 7 mètres le Mur des Moines. Un sondage permit de découvrir deux niveaux souterrains. Le site est pourvu de construction[5].
- Site classé (1936) : le vallon de Saint-Rouin est un site naturel ayant les vestiges de l'abbaye de Beaulieu et un emplacement donnant une forme d'amphithéâtre. Autrefois constitué de 14 stations d'un chemin de croix, il ne reste que deux autels, notamment l'un avec une statue du Sacré-Cœur qui la surmonte[6].

### Hydrographie
La commune est dans la région hydrographique « la Seine du confluent de l'Oise (inclus) à l'embouchure » au sein du bassin Seine-Normandie. Elle est drainée par l'Aisne, la Biesme, le ruisseau de Beauchamp, le Grand Fossé des Bois, le ruisseau de la Fontaine, le ruisseau de Widehant, la Gorge du Diable, le cours d'eau 01 de la Gorge du Neufour, le Fossé 07 de la commune de Beaulieu-en-Argonne, Vallée des Granges, le Fossé des Goulettes, la Gorge des Quatre Faux, le cours d'eau 01 de la Gorge du Cuvelet, le cours d'eau 01 de Longeval, le ruisseau la blonde, le ruisseau de la Prise, le Fossé du Cul du Chaudron, la Gorge aux Grès et divers autres petits cours d'eau,.
L'Aisne est un  cours d'eau naturel navigable de 256 km de longueur, traversant les cinq départements Meuse, Marne, Ardennes, Aisne, Oise. Elle est un affluent de rive gauche de l'Oise, ce qui fait d'elle un sous-affluent de la Seine. 
La Biesme, d'une longueur de 28 km, prend sa source dans la commune  et se jette  dans l'Aisne à Saint-Thomas-en-Argonne, après avoir traversé neuf communes. 
Le ruisseau de Beauchamp, d'une longueur de 11 km, prend sa source dans la commune  et se jette  dans la Biesme à Sainte-Menehould, après avoir traversé quatre communes. 

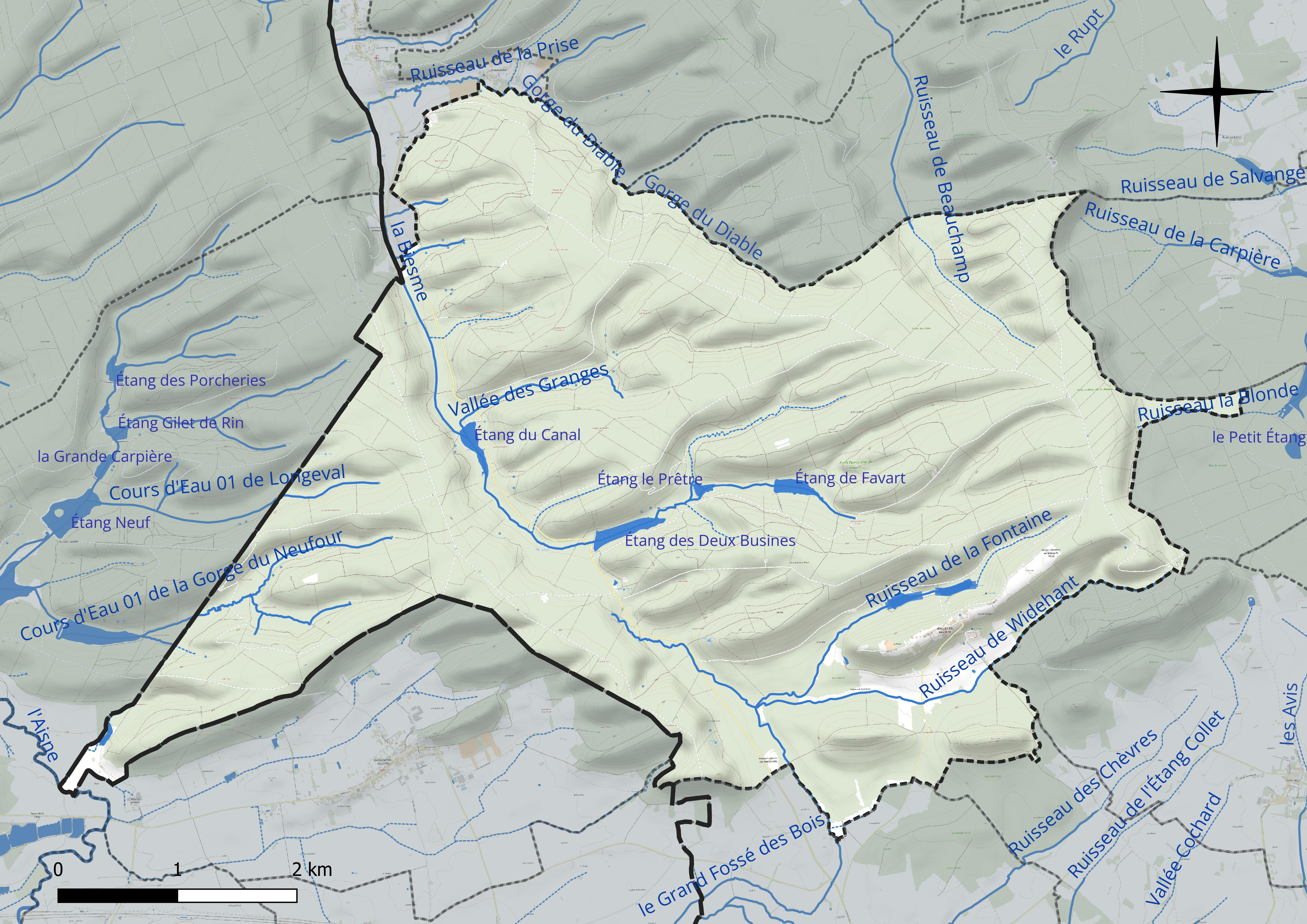
Réseau hydrographique de Beaulieu-en-Argonne.

Six plans d'eau complètent le réseau hydrographique : l'étang de Favart (3,8 ha), l'étang des Deux Busines (5,9 ha), l'étang du Canal (4 ha), l'étang du Haut (1,3 ha), l'étang du Moulin (1,8 ha) et l'étang le Prêtre (1,3 ha),.

### Climat
Pour des articles plus généraux, voir Climat du Grand Est et Climat de la Meuse.
En 2010, le climat de la commune est de type climat de montagne, selon une étude du Centre national de la recherche scientifique s'appuyant sur une série de données couvrant la période 1971-2000. En 2020, Météo-France publie une typologie des climats de la France métropolitaine dans laquelle la commune est exposée à un climat océanique altéré et est dans une zone de transition entre les régions climatiques « Nord-est du bassin Parisien » et « Lorraine, plateau de Langres, Morvan ». 
Pour la période 1971-2000, la température annuelle moyenne est de 9,2 °C, avec une amplitude thermique annuelle de 15,5 °C. Le cumul annuel moyen de précipitations est de 985 mm, avec 14,1 jours de précipitations en janvier et 9,5 jours en juillet. Pour la période 1991-2020, la température moyenne annuelle observée sur la station météorologique de Météo-France la plus proche, « Triaucourt_sapc », sur la commune de Seuil-d'Argonne à 6 km à vol d'oiseau, est de 11,0 °C et le cumul annuel moyen de précipitations est de 796,7 mm. 
La température maximale relevée sur cette station est de 40,1 °C, atteinte le 25 juillet 2019 ; la température minimale est de −17,8 °C, atteinte le 20 décembre 2009,,. 
Les paramètres climatiques de la commune ont été estimés pour le milieu du siècle (2041-2070) selon différents scénarios d'émission de gaz à effet de serre à partir des nouvelles projections climatiques de référence DRIAS-2020. Ils sont consultables sur un site dédié publié par Météo-France en novembre 2022.

## Urbanisme

### Typologie
Au 1er janvier 2024, Beaulieu-en-Argonne est catégorisée commune rurale à habitat très dispersé, selon la nouvelle grille communale de densité à sept niveaux définie par l'Insee en 2022.
Elle est située hors unité urbaine et hors attraction des villes,.

### Occupation des sols
L'occupation des sols de la commune, telle qu'elle ressort de la base de données européenne d’occupation biophysique des sols Corine Land Cover (CLC), est marquée par l'importance des forêts et milieux semi-naturels (97,8 % en 2018), une proportion identique à celle de 1990 (97,8 %). La répartition détaillée en 2018 est la suivante : 
forêts (97,8 %), prairies (2,2 %), milieux à végétation arbustive et/ou herbacée (0,1 %). L'évolution de l’occupation des sols de la commune et de ses infrastructures peut être observée sur les différentes représentations cartographiques du territoire : la carte de Cassini (XVIIIe siècle), la carte d'état-major (1820-1866) et les cartes ou photos aériennes de l'IGN pour la période actuelle (1950 à aujourd'hui).

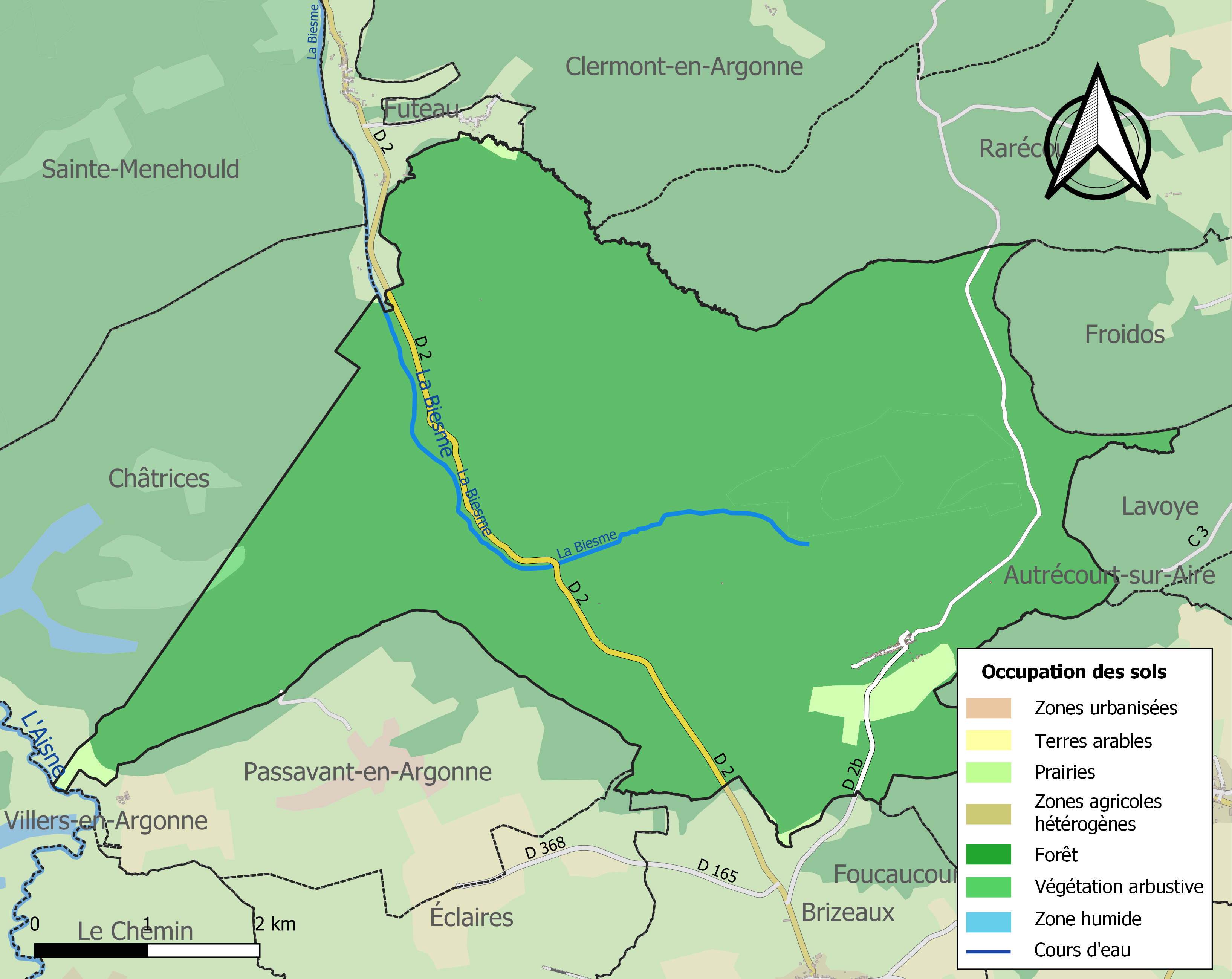
Carte des infrastructures et de l'occupation des sols de la commune en 2018 (CLC).

## Toponymie
Beaulieu vient du latin "bellus locus", "lieu beau", endroit agréable à habiter.
L'Argonne est une région naturelle de la France, qui chevauche les départements de la Marne, des Ardennes et de la Meuse, à l'est du bassin parisien.
Argonne vient du mot ardu (hauteur).

## Histoire
L'histoire de la commune est associée à la légende de Saint Rouin.
Au VIIe siècle ou au VIIIe siècle, l'abbaye de Vasloge (Waslogium) (qui deviendra l'abbaye de Beaulieu au XIe siècle après son transfert sur une autre colline à proximimté) est fondée.
Avant 1790, Beaulieu dépendait de la province de Champagne : élection, bailliage, coutume et présidial de Châlons. Quant au plan spirituel, le village dépendait du diocèse de Verdun : archidiaconé d'Argonne et doyenné de Clermont.

## Politique et administration

### Budget et fiscalité 2014
En 2014, le budget de la commune était constitué ainsi :
- total des produits de fonctionnement : 81 000 €, soit 523 € par habitant ;
- total des charges de fonctionnement : 49 000 €, soit 316 € par habitant ;
- total des ressources d'investissement : 54 000 €, soit 349 € par habitant ;
- total des emplois d'investissement : 22 000 €, soit 143 € par habitant ;
- endettement : 23 000 €, soit 146 € par habitant.

Avec les taux de fiscalité suivants :
- taxe d'habitation : 10,76 % ;
- taxe foncière sur les propriétés bâties : 4,14 % ;
- taxe foncière sur les propriétés non bâties : 32,02 % ;
- taxe additionnelle à la taxe foncière sur les propriétés non bâties : 43,61 % ;
- cotisation foncière des entreprises : 13,52 %.

### Liste des maires
| Période                                  | Période      | Identité                           | Étiquette | Qualité |
| ---------------------------------------- | ------------ | ---------------------------------- | --------- | ------- |
| Les données manquantes sont à compléter. |              |                                    |           |         |
| avant 1981                               | ?            | René Bonnerave                     | PS        |         |
| mars 2001                                | 30 mars 2014 | Claude Haller (réélu en mars 2008) |           |         |
| 30 mars 2014                             | mai 2020     | Jean-Marie Bouchet                 |           |         |
| mai 2020                                 | En cours     | Véronique Loussouarn               |           |         |

## Population et société

### Démographie
L'évolution du nombre d'habitants est connue à travers les recensements de la population effectués dans la commune depuis 1793. Pour les communes de moins de 10 000 habitants, une enquête de recensement portant sur toute la population est réalisée tous les cinq ans, les populations de référence des années intermédiaires étant quant à elles estimées par interpolation ou extrapolation. Pour la commune, le premier recensement exhaustif entrant dans le cadre du nouveau dispositif a été réalisé en 2004.

En 2022, la commune comptait 39 habitants, en évolution de +11,43 % par rapport à 2016 (Meuse : −4,4 %, France hors Mayotte : +2,11 %).
| 1793 | 1800 | 1806 | 1821 | 1831 | 1836 | 1841 | 1846 | 1851 |
| ---- | ---- | ---- | ---- | ---- | ---- | ---- | ---- | ---- |
| 423  | 446  | 449  | 469  | 516  | 504  | 485  | 491  | 393  |

| 1856 | 1861 | 1866 | 1872 | 1876 | 1881 | 1886 | 1891 | 1896 |
| ---- | ---- | ---- | ---- | ---- | ---- | ---- | ---- | ---- |
| 372  | 355  | 347  | 312  | 289  | 276  | 271  | 283  | 263  |

| 1901 | 1906 | 1911 | 1921 | 1926 | 1931 | 1936 | 1946 | 1954 |
| ---- | ---- | ---- | ---- | ---- | ---- | ---- | ---- | ---- |
| 247  | 216  | 202  | 147  | 139  | 129  | 99   | 124  | 98   |

| 1962 | 1968 | 1975 | 1982 | 1990 | 1999 | 2004 | 2006 | 2009 |
| ---- | ---- | ---- | ---- | ---- | ---- | ---- | ---- | ---- |
| 104  | 81   | 45   | 46   | 42   | 30   | 31   | 31   | 37   |

| 2014 | 2019 | 2022 | - | - | - | - | - | - |
| ---- | ---- | ---- | - | - | - | - | - | - |
| 37   | 38   | 39   | - | - | - | - | - | - |

## Culture locale et patrimoine

### Lieux et monuments

#### Édifices civils

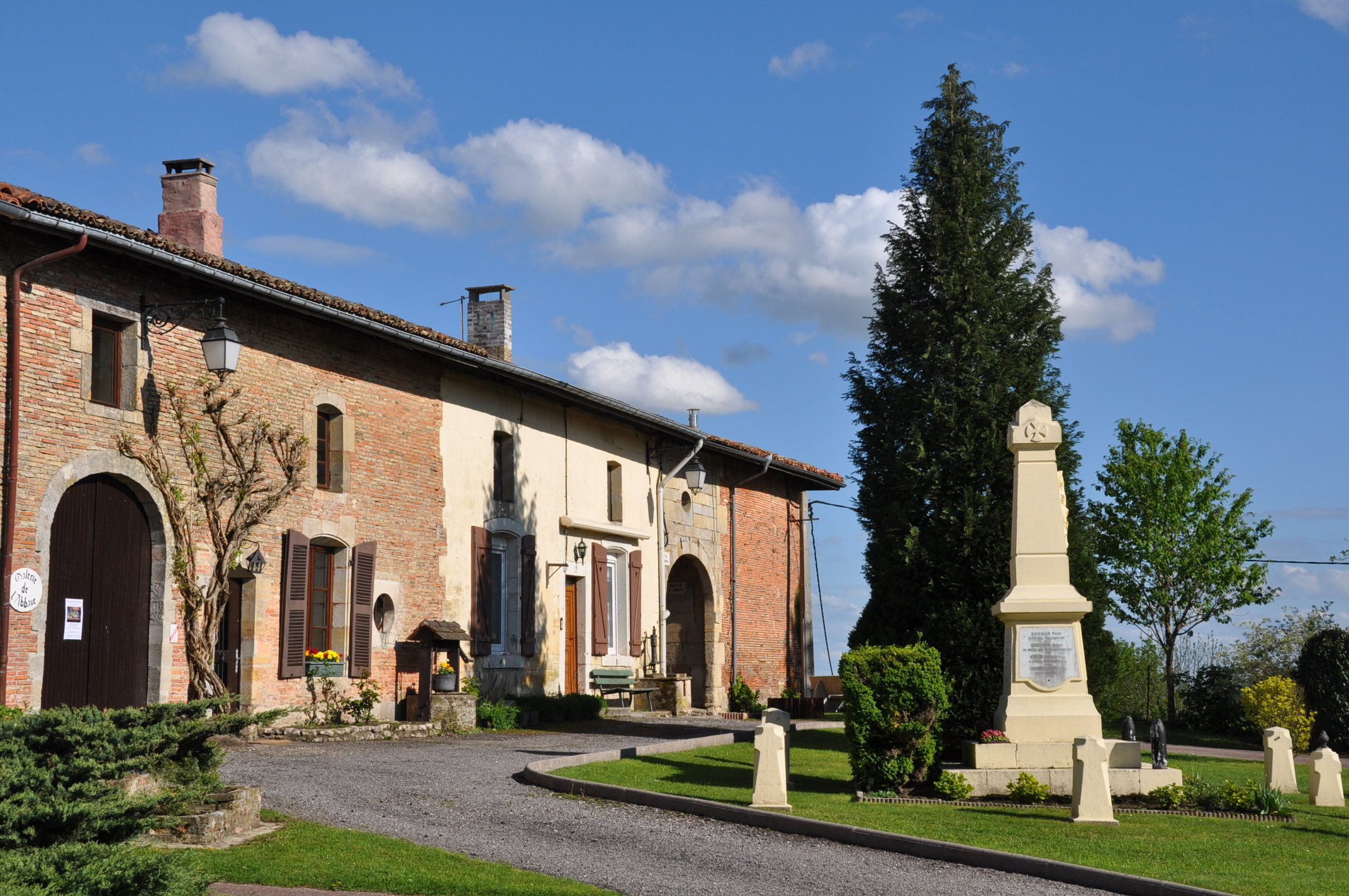
Centre du village avec monument aux morts.

- Pressoir du XIIIe siècle, unique en Europe : vestige de l'abbaye de Beaulieu[34](initialement Uuasloi puis abbaye de Vasloge), fondée au milieu du VIIe siècle[35] ou au début du VIIIe siècle[36] par un moine bénédictin écossais, Saint-Rouin[37] et démontée après la Révolution[38],[39],[40].
- Machine à pressurer : pressoir communal[41].
- Table d'orientation[42].
- Col des Étots, au sud du village.

#### Édifices religieux
- L'église Saint-Rouin, grande Rue.

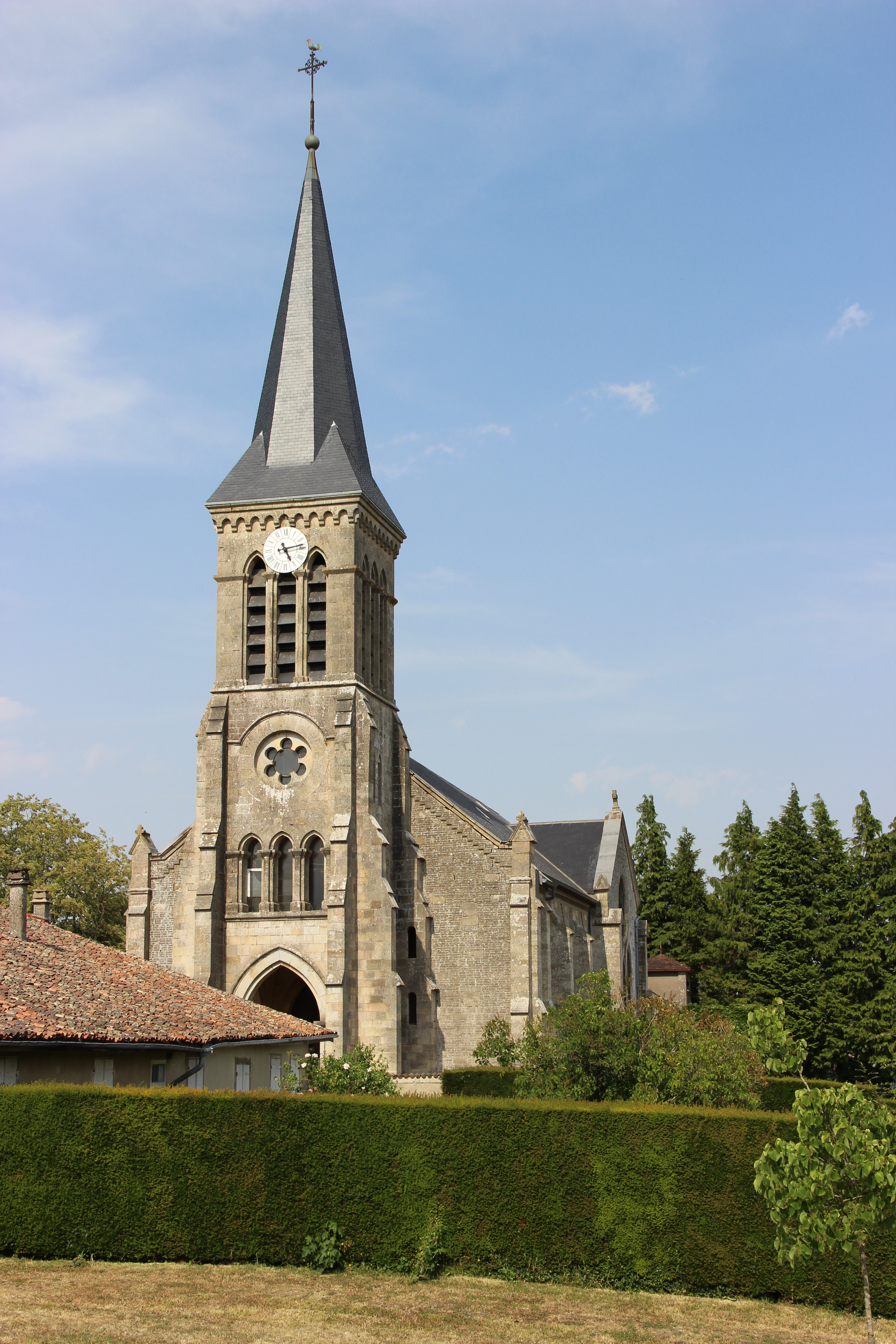
Église de Saint-Rouin.

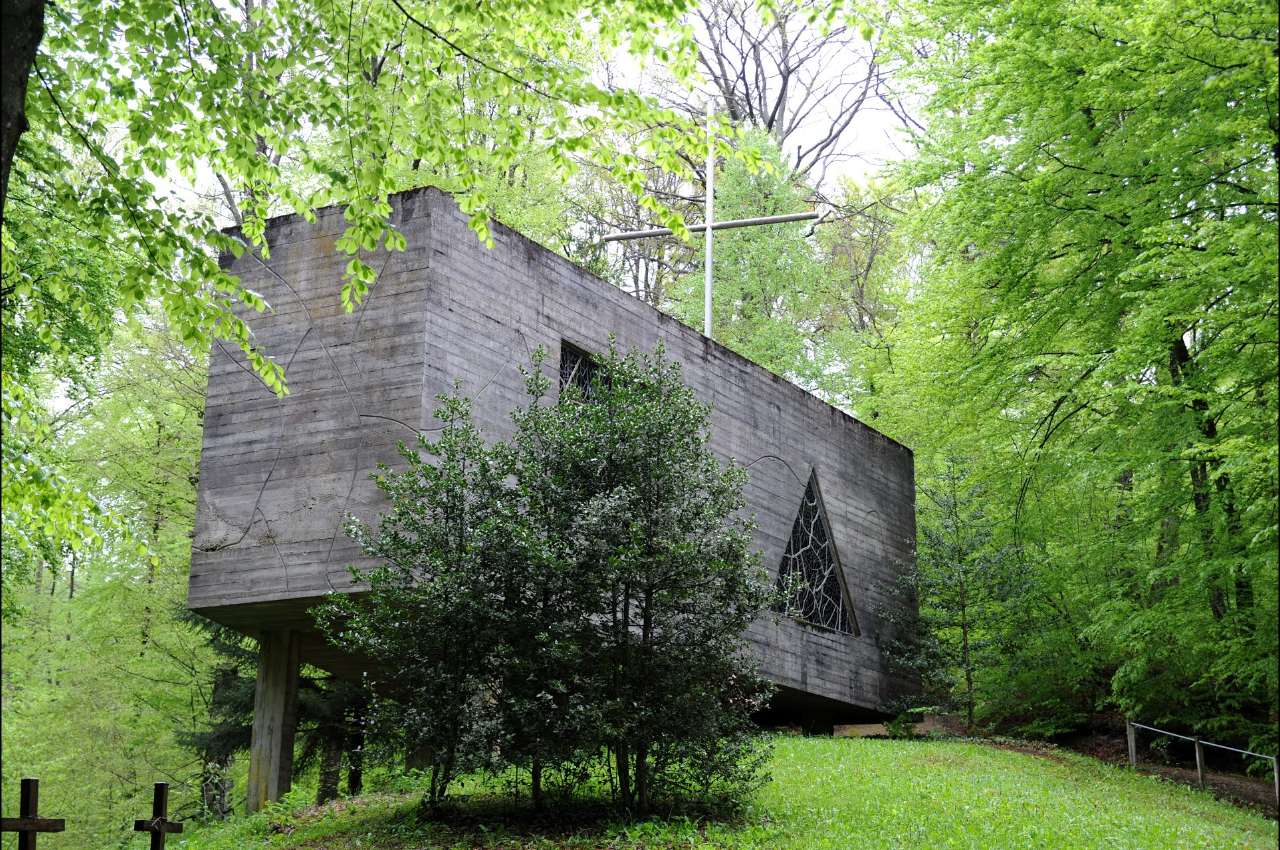
Chapelle de Saint-Rouin.

- Chapelle de Saint-Rouin construite en 1954[43],[44]  Classé MH (1998)[45].

La chapelle Saint-Rouin est reconstruite à l'emplacement d'un oratoire du XVIIe siècle, érigé sur le site de l'ancien ermitage où vécut saint Rouin, fondateur de l'abbaye de Beaulieu-sur-Argonne. Construite de 1954 à 1961, elle est consacrée le 22 mai 1961 par l'architecte du couvent du Saulchoir, le Père L.-B. Rayssiguier, disciple de Le Corbusier. Ses particularités sont : autel, porte, croix, confessionnal, sol, bénitier de Pierre Székely ainsi que les vitraux dessinés par Kimié Bando (1944-), fille du peintre japonais Toshio Bando.
- Le Retable de l'Assomption  Classé MH (1972). Situé dans l'enclos de l'ermitage de Saint-Rouin, il date du XVIIe siècle. Il est classé au titre des monuments historiques depuis 1972[49].
- L'ancien presbytère, au 29 Grand-Rue  Inscrit MH (1992). Il s'agit d'un édifice inscrit au titre des monuments historiques depuis 1992 pour son architecture en pans de bois[50].

### Héraldique
| Blason | Blasonnement : De gueules à une main de carnation sortant d'une nuée d'argent tenant une crosse abbatiale contournée d'or. |